# سيسنا 170
سيسنا 170 (بالإنجليزية: Cessna 170)‏ هي طائرة أغراض عامة، ذات محرك واحد، أنتجت في 1948 بالولايات المتحدة. من صناعة سيسنا. كان أول طيران لها في 1 يونيو 1948. صنع منها 5,174 طائرة.